# Karl av Berry (1446–1472)
Karl av Berry, född 26 december 1446, död 24 maj 1472, var en fransk prins; hertig av Normandie, Berry och Guyenne.

## Biografi
Karl var son till Karl VII av Frankrike och Marie av Anjou. Vid faderns död 1461 tillträdde han sitt hertigdöme, och ingick i flera oppisitionsgrupper mot brodern Ludvig XI. 1465 var han ledare för "förbundet för det allmänna bästa", som förklarade krig mot kungen med Karl som motkung. På hösten samma år slöts fred där Karl även tillförsäkrades Normandie som hertigdöme. Karl kom dock i konflikt med sin tidigare allierade Frans II av Bretagne, och Frans i samarbete med Ludvig IX tvingade Karl i landsflykt. 1468 återvände han till Frankrike och skrev ett avtal med Frans II om uppdelningen av hertigdömena, men blev kort därefter fängslad av sin bror, som tvingade hon ge upp Champagne i utbyte mot Normandie. Väl frisläppt bröt han dock avtalet.
Karl var nära allierad med Karl den Djärve av Burgund.